# اوتن‌شتاین
اوتِن‌شتاین (به آلمانی: Ottenstein) یک منطقهٔ مسکونی در آلمان است که در هولتسمیندن واقع شده‌است. اوتنشتاین ۱٬۲۶۶ نفر جمعیت دارد.